# کاترین هاوارد
کاترین هاوارد (۱۵۲۰/۱۵۲۵ – ۱۵ فوریه ۱۵۴۲) پنجمین همسر هنری هشتم پادشاه انگلستان بود. کاترین دختر لرد ادموند هاوارد و جویس کالپپر احتمالاً در حدود سال ۱۵۲۳ در لمبت به دنیا آمده اما تاریخ دقیق تولد او مشخص نیست. او در نوامبر ۱۵۴۱ از عنوان ملکه محروم و ۳ ماه بعد در برج لندن به اتهام زنای محارم و خیانت به همسر گردن زده شد. کاترین دختر دایی آن بولین پنجمین همسر هنری هشتم بود.